# Ґардзень
Ґардзень (пол. Gardzień, нім. Garden) — село в Польщі, у гміні Ілава Ілавського повіту Вармінсько-Мазурського воєводства.
Населення — 154 особи (2011).
У 1975-1998 роках село належало до Ольштинського воєводства.

## Демографія
Демографічна структура станом на 31 березня 2011 року:
|          | Загалом | Допрацездатний вік | Працездатний вік | Постпрацездатний вік |
| -------- | ------- | ------------------ | ---------------- | -------------------- |
| Чоловіки | 76      | 17                 | 52               | 7                    |
| Жінки    | 78      | 21                 | 44               | 13                   |
| Разом    | 154     | 38                 | 96               | 20                   |